# Valverde (Provinz)
Valverde ist eine Provinz im Norden der Dominikanischen Republik. Die Provinz wurde 1958 von der Provinz Santiago abgespalten. Der Name der Provinz wurde zu Ehren des ehemaligen Präsidenten der Republik José Desiderio Valverde gewählt.

## Verwaltungsgliederung
Die Provinz setzt sich aus drei Municipios zusammen:
- Esperanza
- Mao
- Laguna Salada